# Paul Kindervater
Paul Kindervater (* 24. Januar 1940 in Köln, Deutsches Reich) ist ein ehemaliger deutscher Fußballschiedsrichter.
Der aus Köln stammende Kindervater leitete von 1968 bis 1979 insgesamt 81 Spiele der Fußball-Bundesliga.
Paul Kindervater trat 1979 freiwillig zurück, weil er sich durch die Beurteilungen der von ihm gepfiffenen Spiele durch die Schiedsrichterbeobachter benachteiligt fühlte und die Neutralität der Gutachter in Zweifel zog. Daneben forderte er den Einsatz von zwei unabhängig voneinander urteilenden Beobachtern und ein Mitspracherecht der Vereine.